# Кёся, Мина Васильевич
Мина Васильевич Кёся (1933 — 1999) — поэт, знаток и собиратель фольклора, один из авторов знакового для гагаузской литературы сборника «Буджакские голоса», общественный деятель. Автор текста гимна Гагаузии.

## Биография
Родился в селе Бешалма. Односельчанин и ровесник Дмитрия Карачобана.
Когда им исполнилось по 15 лет, вместе в поисках романтики отправились в Харьков, чтобы поступить на завод. Не обнаружив в тяжелом фабричном труде никакой романтики, друзья вернулись домой.
Отслужив в армии, Кёся поступил в Кагульское педагогическое училище, на гагаузское отделение. Поскольку Мина был самый старшим на курсе, ему поручили выпускать стенгазету.
Почти всю жизнь Мина Кёся прожил в родном селе. Был секретарем парторганизации в Бешалме. Работал директором бешалминской школы, бешалминского музея, заочно окончил исторический факультет Кишинёвского госуниверситета, избирался депутатом Народного собрания Гагаузии.
В последние годы жизни Мина Кёся возглавлял управление культуры Гагаузии.
Скоропостижно скончался в 1999 году.

## Творчество
При всей загруженности насущной работой Мина Кёся всегда писал стихи и короткую прозу, издавал книги.
В 1973 году вышел в свет первый его поэтический сборник «Счастье». Далее издаёт книги: «Братство», «Запах земли», «Земли сердцебиенье», «Надежда», «Вкусил жизни» и другие… Его стихи можно встретить во всех учебниках гагаузского языка и литературы. Они переводились на русский, турецкий, молдавский и другие языки. В 1980-е годы Мина Кёся был принят в Союз писателей Молдовы.
После него остались неизданные рукописи, прозаические наброски, фольклорные записи.